# Mecena
Mecena i uz to vezani izrazi mecenatsvo - mecenatski (po imenu rimskog političara, pjesnika i pokrovitelja umjetnika, savjetnika i prijatelja cara Augusta - Gaja Mecene (Gaius Cilnius Maecenas) (13. travnja 70. pr. Kr. - listopada 8. pr. Kr.)) označava osobu ili neko društvo koji nesebično i izdašno daje podršku i potporu umjetničkim, kulturnim ili u današnje vrijeme športskim ili znanstvenim aktivnostima i njihovim nositeljima (umjetnicima, znanstvenicima, športašima).
U povijesti mecene su se dolazili iz krugova kraljeva, plemića, zemljoposjednika i raznih vladara i upravitelja (uglavnom iz višeg društvenog sloja) koji su financijski (ili materijalom) pomagali umjetnike svoga vremena (pisce, slikare, kipare, glazbenike). Velike mecene bili su i brojne crkvene organizacije.
Za vrijeme talijanske renesanse mecenatsvo je bilo usko povezano s fenomenom veličanstvenosti. Najpoznatiji mecene bili su firentinska vladarska dinastija Medici, točnije dvojica najpoznatijih Cosimo il Vecchio (1389. – 1464.) i njegov nećak Lorenzo Veličanstveni (1449. – 1492.) oni su na svom dvoru okupili najbolje umjetnike, književnike, filozofe i humaniste svoga vremena, između otalih to su bili; Michelozzo, Pico della Mirandola, Angelo Poliziano, Antonio Pollaiolo i Sandro Botticelli.
Poznati mecene u Hrvata bili su Marin Bobaljević, Ivo Tartaglia, Vicko Zmajević, Ivan Ručić, Jure Petričević, Đuro Čanić i drugi, a najvećim se mecenom u hrvatskoj povijesti smatra Josip Juraj Strossmayer.